# Phylloicus major
Phylloicus major är en nattsländeart som beskrevs av Mueller 1880. Phylloicus major ingår i släktet Phylloicus och familjen Calamoceratidae. Inga underarter finns listade i Catalogue of Life.